# (99988) 1981 ET33
(99988) 1981 ET33 es un asteroide perteneciente al cinturón de asteroides, descubierto el 1 de marzo de 1981 por Schelte John Bus desde el Observatorio de Siding Spring, Nueva Gales del Sur, Australia.

## Designación y nombre
Designado provisionalmente como 1981 ET33.

## Características orbitales
1981 ET33 está situado a una distancia media del Sol de 3,105 ua, pudiendo alejarse hasta 3,697 ua y acercarse hasta 2,512 ua. Su excentricidad es 0,190 y la inclinación orbital 3,113 grados. Emplea 1998,86 días en completar una órbita alrededor del Sol.

## Características físicas
La magnitud absoluta de 1981 ET33 es 15. Tiene 6,301 km de diámetro y su albedo se estima en 0,044. Está asignado al tipo espectral.